# 麻陇彝族乡
麻陇彝族乡，是中华人民共和国四川省攀枝花市米易县下辖的一个乡镇级行政单位。

## 行政区划
麻陇彝族乡下辖以下地区：
中心村、庄房村、红岩村、新田村、照壁村、云盘村、马颈村和黄草坪村。